# Praeclara gratulationis publicae
Praeclara gratulationis publicae (en latín: En la reunión de la cristiandad) fue una carta apostólica del papa León XIII promulgada el 20 de junio de 1894.

## Contenido
En esta carta el papa León XIII pidió la reunión de las iglesias orientales y occidentales en la «unidad de la fe». También condenó la masonería. Una carta anterior sobre el mismo tema, titulada la Epístola a los orientales, había sido escrita por el papa Pío IX en 1848.

## Reacciones y legado
En 1895, fue criticado por el patriarca ecuménico Antimo VII.
El llamado a la unidad fue reafirmado por el Unitatis redintegratio del Concilio Vaticano II, aunque la última declaración articula un tipo diferente de eclesiología que está más en línea con el espíritu de cooperación del Concilio con los demás cristianos.
Praeclara fue citado en la encíclica Orientales omnes Ecclesias del papa Pío XII sobre el tema de las iglesias católicas orientales.
Leo XIII también ha sido criticado por los fundamentalistas protestantes por haber declarado en la encíclica que «sostenemos en esta tierra el lugar del Dios Todopoderoso», que fue visto como un signo del apocalipsis venidero.